# Фудзи, Сатоко
Сатоко Фудзи (яп. 藤井郷子 Фудзи Сатоко) (род. 9 октября 1958, Токио) — японская авангардная джазовая пианистка, аккордеонистка и композитор.

## Биография
Фудзи родилась в Токио 9 октября 1958 года. Начала играть на фортепиано в возрасте 4 лет, получая классическое образование до 20 лет, когда она заинтересовалась импровизацией и джазом. Позже обучалась у пианиста Фумио Итабаси в Токио.
В 1985 году Фудзи уехала в США, в 1987 году окончила музыкальный колледж Беркли в Бостоне, потом вернулась в Японию, где играла в джазовых клубах и подрабатывала в качестве сессионного музыканта. В 1993 году вернулась в США, в 1996 году получила диплом выпускника музыкальной консерватории Новой Англии по специальности «джазовое исполнение». Во время учёбы в консерватории она также брала уроки у пианиста Пола Блея, «которые состояли в основном из бесед за капучино, и облегчали ей путь к самовыражению». В 1996 году вышел их совместный альбом Something About Water; Фуджии отметила, что он стал для неё важным событием: «Я начала принимать себя, мало-помалу». Позже вернулась в Японию со своим новым мужем, трубачом Нацуки Тамурой, лидером группы Gato Libre. Руководила различными биг-бендами в Японии, такими как Orchestra Tokyo. В 1997 году она основала Orchestra New York.
Примерно в 2007 году был создан квартет ma-do, состоящий из Фудзи, Тамуры, басиста Норикацу Корэясу и барабанщика Акиры Хорикоси. В 2010 году Фудзи стала одним из основателей группы Kaze, в которую вошли она сама, Тамура, трубач Кристиан Прувост и барабанщик Питер Оринс. Она играла на аккордеоне на записях группы Gato Libre, включая DuDu и Kuro.
Фудзи записывалась очень плодотворно: с 1996 по 2009 год она выпустила более 40 альбомов. В 2018 году она выпускала по альбому каждый месяц в честь своего 60-летия.
С начала пандемии COVID-19 Фудзи и Тамура регулярно выпускают на Bandcamp альбомы, записанные в их домашней студии.

## Музыкальный стиль
В рецензии на альбом Under the Water, записанный дуэтом с Майрой Мелфорд, журналист DownBeat отметил, что «Фудзи широко варьирует динамику, переходя от яростного, свободного шквала к рассыпанию одиночных, кристально чистых нот».